# Греческое военное кладбище Пирота
.

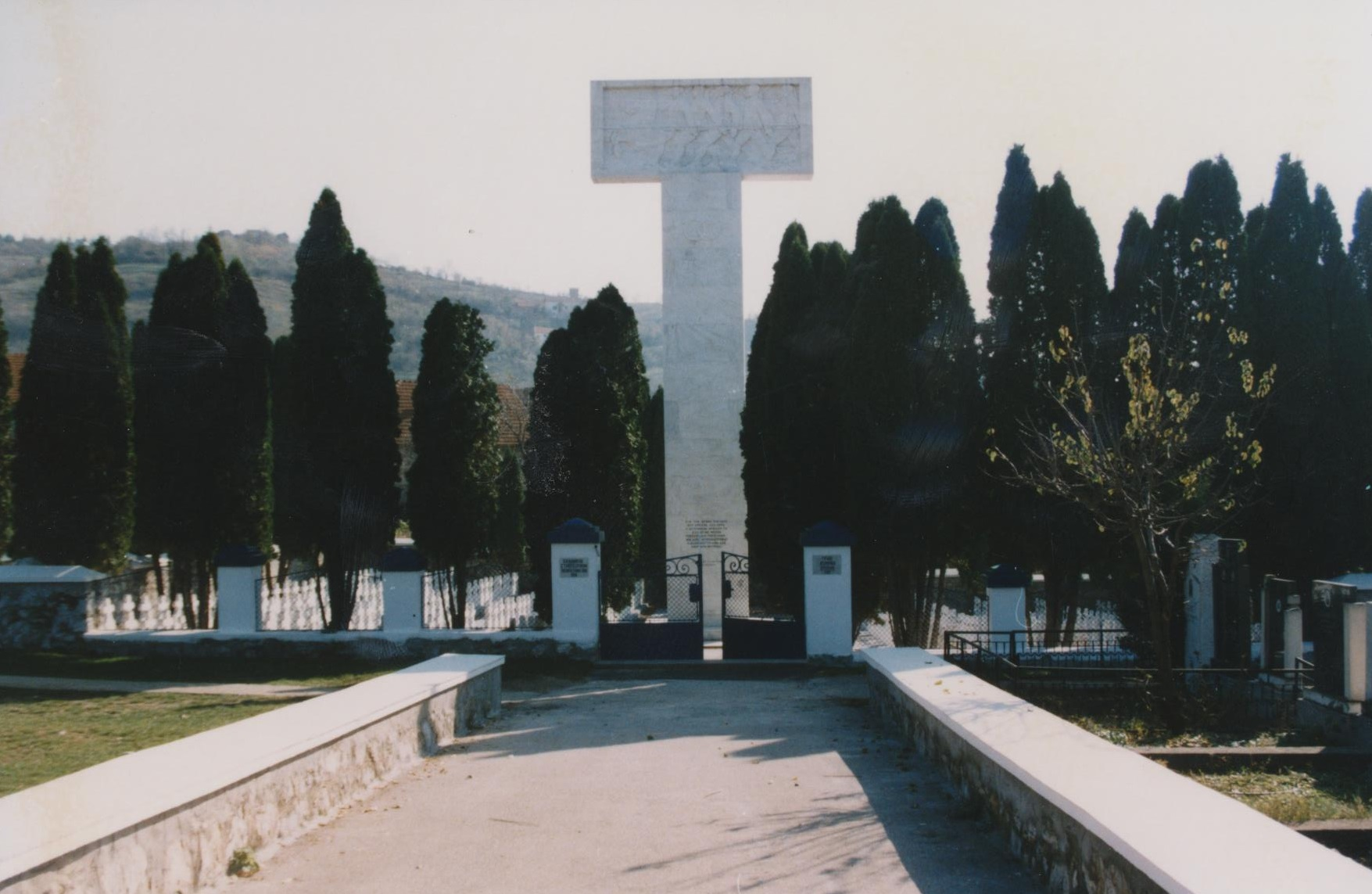
Греческое военное кладбище и памятник павшим греческим солдатам в Пироте

Греческое военное кладбище Пирота (греч.  Ελληνικό στρατιωτικό κοιμητήριο του Πίροτ) находится в сербском городе Пирот, недалеко от сербско-болгарской границы. На кладбище захоронены останки 358 греческих офицеров и солдат 3-й пехотной греческой дивизии, сформированной в годы Первой мировой войны в греческом городе Патры. 
Захороненные здесь греческие солдаты погибли, защищая сербскую территорию от немцев и болгар. 
Рядом с греческим кладбищем расположено сербское военное кладбище, где захоронено 7610 сербских солдат. 
Это делает военные кладбища Пирота ещё одним символом сербо-греческого братства по оружию и выделяющихся на Балканах греко-сербских отношений.

## История кладбища
Офицеры и солдаты 3-й греческой пехотной дивизии погибли в боях у Пирота, а также умерли от Испанского гриппа в период 1918-1919 годов. Их останки были захоронены на различных кладбищах и полях сражений региона. 
В 1923 году гречанка Катерина Леванти, вышедшая замуж за серба Петара Станковича, коммерсанта из Пирота, приступила к сбору останков в одно место. Леванти позже писала:
«Когда я узнала что наши ребята закопаны там и сям, я не могла успокоиться, и с помощью местных жителей находила останки и перехоронила их в одном месте». 
Греческое военное кладбище было официально освящено в 1924 году. 
В том же году муниципалитет Пирота, в знак благодарности за участие греков в освобождении Сербии, объявил кладбище греческой территорией и уступил его Греции. 
В 1932 году на кладбище был установлен мраморный памятник высотой в 12 метров, работы греческого скульптора Антониоса Сохоса . 
В 1933 году кладбище посетил военный министр Греции Кондилис, Георгиос. 
После 1945 года новое югославское правительство Тито не признало решение муниципалитета о передаче кладбища Греции. 
Екатерина Леванти продолжала уход за кладбищем и нести расходы на его содержание до самой своей смерти. 
После смерти Екатерины Леванти в 1973 году содержание и уход за кладбищем взял на себя Георгиос Сулвадзис, коммерсант из Афин , в свою очередь женившийся на сербиянке из Пирота и обосновавшийся в городе. 
В 2004 году муниципалитет Пирота ратифицировал решение 1924 года и, таким образом, кладбище окончательно получило статус греческой территории и ответственность за кладбище взяло на себя посольство Греции в Белграде. 
Мэр Пирота, Владан Вашич, заявил греческой прессе: «граждане Пирота всегда будут чувствовать благодарность грекам, отдавшим свои жизни за свободу сербского народа. 
Провозглашение греческой территорией того участка земли, где покоятся их останки, является маленькой данью чести греческим солдатам. 
Поскольку в своё время не было возможным перенести их останки на родину, мы привели Грецию в Пирот». 
Каждый год, в сентябре, на кладбище проходит официальная церемония, в присутствии представителей греческого государства в Сербии, местных властей и сербского правительства.